# Инспекторът и нощта
„Инспекторът и нощта“ е български игрален филм (мистерия) от 1963 г. на режисьора Рангел Вълчанов, по сценарий на Богомил Райнов. Оператор е Димо Коларов. Създаден е по едноименната повест „Инспекторът и нощта“ на Богомил Райнов. Музиката във филма е композирана от Симеон Пиронков. Художник на постановката е Петко Бончев.

## Актьорски състав
- з.а. Георги Калоянчев – инспекторът
- Невена Коканова – Жана
- з.а. Димитър Панов – съдебният лекар
- з.а. Стефан Гъдуларов – адвокат Димов
- Лео Конфорти – Баев
- Цонка Митева – леля Катя
- Иван Андонов – инженер Славов
- Константин Коцев – д-р Колев, гинекологът
- Искра Хаджиева – Дора Баева
- Стефан Данаилов – Том - студентът (Тома Симеонов), приятел на Жана
- Наум Шопов – лейтенантът
- Корнелия Божанова – момичето от пощата
- Иван Янчев – началникът на милицията